# Пирс (округ, Северная Дакота)
Округ Пирс (англ. Pierce County) располагается в штате Северная Дакота, США. Официально образован в 1887 году. По состоянию на 2013 год, численность населения составляла 4451 человек.

## География
По данным Бюро переписи США, общая площадь округа равняется 2 802,383 км2, из которых 2 636,623 км2 — суша, и 64,000 км2, или 5,950 % — это водоёмы.

## Население
По данным переписи населения 2000 года в округе проживает 4675 жителей в составе 1964 домашних хозяйств и 1276 семей. Плотность населения составляет 2,00 человека на км2. На территории округа насчитывается 2269 жилых строений, при плотности застройки около 1,00-го строения на км2. Расовый состав населения: белые — 98,50 %, афроамериканцы — 0,11 %, коренные американцы (индейцы) — 0,68 %, азиаты — 0,26 %, гавайцы — 0,00 %, представители других рас — 0,04 %, представители двух или более рас — 0,41 %. Испаноязычные составляли 0,60 % населения независимо от расы.
В составе 28,20 % из общего числа домашних хозяйств проживают дети в возрасте до 18 лет, 56,40 % домашних хозяйств представляют собой супружеские пары, проживающие вместе, 6,30 % домашних хозяйств представляют собой одиноких женщин без супруга, 35,00 % домашних хозяйств не имеют отношения к семьям, 32,00 % домашних хозяйств состоят из одного человека, 17,10 % домашних хозяйств состоят из престарелых (65 лет и старше), проживающих в одиночестве. Средний размер домашнего хозяйства составляет 2,31 человека, и средний размер семьи 2,94 человека.
Возрастной состав округа: 23,90 % — моложе 18 лет, 5,50 % — от 18 до 24, 23,90 % — от 25 до 44, 22,70 % — от 45 до 64, и 22,70 % — от 65 и старше. Средний возраст жителя округа — 43 года. На каждые 100 женщин приходится 96,60 мужчин. На каждые 100 женщин старше 18 лет приходится 92,50 мужчин.
Средний доход на домохозяйство в округе составлял 26 524 USD, на семью — 34 412 USD. Среднестатистический заработок мужчины был 25 037 USD против 16 946 USD для женщины. Доход на душу населения составлял 14 055 USD. Около 9,30 % семей и 12,50 % общего населения находились ниже черты бедности, в том числе — 12,40 % молодежи (тех, кому ещё не исполнилось 18 лет) и 17,00 % тех, кому было уже больше 65 лет.